# Барабанный рудимент
Барабанные рудименты — специальные приёмы игры, используемые барабанщиками для тренировки и непосредственно в игре. Представляют собой определённые последовательности различных аппликатур.
В стандартном списке N.A.R.D. (National Association of Rudimental Drummers) рудиментов насчитывается 26, в более поздней расширенной версии PAS (Percussive Arts Society) их уже 40.
Постоянная отработка барабанных рудиментов является основой формирования базовых основ и развития техники. Эти упражнения позволяют натренировать мышечную память и добиться точности в передаче ритмической структуры. Некоторые барабанщики считают, что рудименты являются лишь вспомогательным средством для самовыражения, мышления и поиска собственных решений. Другие же барабанщики строят практически всё своё исполнение исключительно на базе расширенного набора рудиментов, например, Билли Кобэм (англ. Billy Cobham).
Можно сказать, что рудименты для барабанщика — это то же самое, что гаммы и арпеджио для пианиста. Не упражняясь в гаммах, профессиональным пианистом стать невозможно, так же и профессиональным барабанщиком стать без умения мастерски исполнять рудименты крайне затруднительно.
Джоджо Майер:

Работа диджеем помогла мне понять, что рудименты помогают, но я не думаю, что вам их необходимо знать. Ударные — это не религия, не Библия. Это свобода, мышление и поиск собственных решений. Оригинальный текст (англ.)[DJ-ing] made me understand that rudiments are helpful, but I don’t think that you need to know the rudiments. Drumming is not a religion, it’s not the bible. It’s freedom, thinking and finding your own solutions.
Пример барабанного рудимента — барабанная дробь, представляющая собой поочерёдные удары. Также к самым известным рудиментам относится двоичная дробь (англ. double-stroke roll), представляющая собой последовательное чередование двух ударов одной рукой и двух ударов другой рукой.

## Классификация рудиментов
Следует отметить, что у некоторых рудиментов названия на русском не устоялись, в специальной литературе и видеошколах используются англоязычные названия, в общении — сленговые (единички, двойки, триольки…). 

### Дроби (Rolls)
- Дробь одиночными ударами (Single Stroke Roll)
- Дробь триолями (Triple Stroke Roll)
- Четырёхударная дробь (Single Stroke Four)
- Семиударная дробь (Single Stroke Seven)

### Дробь с отскоком (Multiple bounce roll)
- Дробь без определённого количества отскоков (Multiple Bounce Roll). Также известна под названием The Press Roll (прижимная дробь) и представляет собой, пожалуй, самый простой с точки зрения сложности исполнения рудимент, однако очень сильно напрягает мышцы рук. Большинство маршевых барабанщиков, особенно непрофессионалов, предпочитает играть дроби именно этим способом.
- Дроби с определённым количеством отскоков после удара каждой рукой, например: 3 отскока, 4 отскока — любимое упражнение Дэйва Вэкла, 6 отскоков — любимое упражнение Джо Морелло и т. д.

### Дробь двойными ударами (Double stroke roll)
Эти дроби состоят из поочерёдных двойных ударов. При этом такой техникой можно не только играть непрерывную длинную дробь, но и исполнять дроби с определённым количеством ударов, например, девятиударные, пятнадцатиударные и т. д. (дроби именно таких «необычных» размерностей часто встречаются в классических партитурах).
Двоичные дроби могут исполняться как открытым (Open), так и закрытым (Closed) способом.
При исполнении открытым способом акцент делается на каждую вторую ноту двойки, что не каждому позволяет исполнять эту дробь с максимальной скоростью и является прекрасным упраженением для рук барабанщика.
Закрытый же способ исполнения подразумевает в идеале абсолютно равномерное звучание всех ударов (добиться этого очень непросто).

### Парадидлы
Парадидлы (название иллюстрирует ритм: каждый слог — удар, «-ди-» и «-дл» — одной и той же рукой) состоят из отрезков по четыре ноты, со смешанными двойными и одиночными ударами каждой рукой. (ПЛПП ЛПЛЛ). При последовательном исполнении парадидлов, первый удар приходится поочерёдно на правую и левую руку.
- Одиночный парадидл
- Двойной парадидл
- Тройной парадидл
- Парадидл-дидл

### Форшлаг(Flam)
Этот приём заключается в коротком и негромком «предударе», украшающем основной звук.
- Форшлаги (попеременное исполнение форшлагов с разных рук)
- Дроби с форшлагами
- Парадидлы с форшлагами
- Пата-фла-фла (Pataflafla) (дробь из 4 ударов с форшлагами на 1-м и 4-м)
- Swiss Army Triplet — триоли с форшлагом на 1 ударе.

### Двойной форшлаг (Drag)
Аналогичен обычному форшлагу, но содержит 2 предудара.

## История барабанных рудиментов
У барабанных рудиментов богатая история, тесно связанная с развитием малого барабана (англ. snare drum), который ранее назывался сайд-драм (англ. side drum — то есть, «барабан, носимый на боку») или просто — милитари-барабан (англ. military — военный).
Существует легенда, согласно которой, однажды, примерно в XVIII веке, один из английских королей удивился, что барабанщики королевской армии все играют по-разному и приказал им всем играть одинаково: так и вынуждены были английские барабанщики разработать систему рудиментов. Но документального подтверждения этому нет. Факты же говорят следующее:
- В 1588 году была издана книга «Орхезография» Туано Арбо из Дижона (Франция). В ней Арбо описал «Швейцарский удар» (Swiss Stroke) и «Швейцарский стремительный удар» (Swiss Storm Stroke). Эти удары были представлены в различных комбинациях, однако аппликатура для них не указывалась.
- К 1778 году, когда барабаны уже хорошо были интегрированы в военную систему, барон Фридрих фон Штойбен (Friedrich von Steuben) из Филадельфии написал руководство по использованию барабанов, через сигналы (ритмы) которого должны были отдаваться соответствующие приказы.
- Первым человеком, употребившим термин «рудимент», был Чарльз Стюарт Эшворт (Charles Stewart Ashworth). В 1812 году Эшворт опубликовал своё учебное пособие «Новая, полезная и полная система игры на барабанах», где использовал этот термин, чтобы классифицировать группу барабанных рудиментов. Себя же он позиционировал (и по праву таковым считается) как отца рудиментальной теории.
- В 1886 году руководитель оркестра морской пехоты США, Джон Филипп Суза, написал свою дидактическую работу «Trumpet and Drum» — книга инструкций для полевой трубы и барабана. Будучи пособием для военных барабанщиков, она также получила и широкое распространение в среде гражданских, так как содержала полный по тем временам набор рудиментов.
- С 1933 года берёт своё начало Национальная ассоциация рудиментальных барабанщиков (англ., сокр. NARD). Эта организация была создана для продвижения рудиментов и внедрения их в систему обучения. NARD приняла решение о позиционировании 26 основных рудиментов, поделённых на две таблицы, в каждую из которых входило по 13 рудиментов. Ныне NARD не активна.
- На сегодняшний день всеми вопросами, касающимися рудиментов, занимается Сообщество барабанно-перкуссионного искусства (англ., сокр. PAS). К основному, исторически сложившемуся перечню из 26 рудиментов, PAS добавила ещё 14, что в целом составляет 40 рудиментов. Откорректированы некоторые названия рудиментов и разделены на четыре группы: роллы, диддлы, флэмы, дрэги.

### Таблица барабанных рудиментов ассоциации NARD
Нужно заметить, что при обучении рудименты изучаются вовсе не в том порядке, в каком они представлены в официальной таблице.
(в скобках даны устоявшиеся, во всяком случае среди профессионалов, русскоязычные термины)
- The 13 Essential Rudiments (required for N.A.R.D. membership) — 13 основных рудиментов (владение которыми необходимо для вступления в N.A.R.D.)

1. The Long Roll (двоичная дробь (с акцентом на вторых ударах двоек))
2. The Five Stroke Roll (пятиударная дробь)
3. The Seven Stroke Roll (семиударная дробь)
4. The Flam (флэм, одиночный форшлаг)
5. The Flam Accent (флэм-акцент)
6. The Flam Paradiddle (флэм-парадидл)
7. The Flamacue (флэмэк)
8. The Ruff (рафф, форшлаг из двух нот)
9. The Single Drag (сингл-дрэг)
10. The Double Drag (дабл-дрэг)
11. The Double Paradiddle (двойной парадидл)
12. The Single Ratamacue (сингл-рэтэмэк)
13. The Triple Ratamacue (тройной рэтэмэк)

Все рудименты из этого списка должны исполняться как в открытом (Open), так и в закрытом (Close) вариантах.
- The 13 Rudiments to Complete the 26 Standard American Drum Rudiments — Дополнительные 13 рудиментов, в сочетании с предыдущими 13-ю составляющие Американский стандарт барабанных рудиментов

1. The Single Stroke Roll (одиночная дробь)
2. The Nine Stroke Roll (девятиударная дробь)
3. The Ten Stroke Roll (десятиударная дробь)
4. The Eleven Stroke Roll (одиннадцатиударная дробь)
5. The Thirteen Stroke Roll (тринадцатиударная дробь)
6. The Fifteen Stroke Roll (пятнадцатиударная дробь)
7. The Flam Tap (флэм-тэп)
8. The Single Paradiddle (парадидл)
9. The Drag Paradiddle #1 (дрэг-парадидл № 1)
10. The Drag Paradiddle #2 (дрэг-парадидл № 2)
11. The Flam Paradiddle-Diddle (флэм-парадидл-дидл)
12. Lesson 25 (Урок 25 или Рэтэтэп)
13. The Double Ratamacue (двойной рэтэмэк)

### Таблица барабанных рудиментов сообщества PAS
Нужно заметить, что при обучении рудименты изучаются вовсе не в том порядке, в каком они представлены в официальной таблице.

(в скобках даны устоявшиеся, во всяком случае среди профессионалов, русскоязычные термины)
- Roll Rudiments (дробные рудименты) 1 — 15
- Diddle Rudiments 16 — 19
- Flam Rudiments 20 — 30
- Drag Rudiments 31 — 40

1. The Single Stroke Roll (одиночная дробь)
2. The Single Stroke Four (Four Stroke Ruff — четырёхударный рафф)
3. The Single Stroke Seven (Seven Stroke Ruff — семиударный рафф)
4. The Multiple Bounce Roll (аналогия пресс-ролла, состоящего из серии рикошетных ударов, исполняемых аппликатурным чередованием последовательно каждой рукой)
5. The Triple Stroke Roll (троечная дробь)
6. The Double Stroke Open Roll (открытый вариант двоичной дроби)
7. The Five Stroke Roll (пятиударная дробь)
8. The Six Stroke Roll (шестиударная дробь)
9. The Seven Stroke Roll (семиударная дробь)
10. The Nine Stroke Roll (девятиударная дробь)
11. The Ten Stroke Roll (десятиударная дробь)
12. The Eleven Stroke Roll (одиннадцатиударная дробь)
13. The Thirteen Stroke Roll (тринадцатиударная дробь)
14. The Fifteen Stroke Roll (пятнадцатиударная дробь)
15. The Seventeen Stroke Roll (семнадцатиударная дробь)
16. The Single Paradiddle (парадидл)
17. The Double Paradiddle (двойной парадидл)
18. The Triple Paradiddle (тройной парадидл)
19. The Paradiddle-Diddle (парадидл-дидл)
20. The Flam (флэм, форшлаг)
21. The Flam Accent #1 (флэм-акцент № 1)
22. The Flam Tap (флэм-тэп)
23. The Flamacue (флэмэк)
24. The Flam Paradiddle (флэм-парадидл-дидл)
25. The Single Flammed Mill (флэммэд милл)
26. The Flam Paradiddle-Diddle (флэм-парадидл-дидл)
27. Pataflafla (патафлафла)
28. The Swiss Army Triplet (швейцарская (армейская) триоль)
29. The Inverted Flam Tap (обратный флэм-тэп)
30. The Flam Drag (флэм-дрэг)
31. The Drag (Ruff) (дрэг или рафф)
32. The Sigle Drag Tap (дрэг-тэп)
33. The Double Drag Tap (двойной дрэг-тэп)
34. Lesson 25 (Урок 25 или Рэтэтэп)
35. The Single Dragadiddle (дрэгадидл)
36. The Drag Paradiddle #1 (дрэг-парадидл № 1)
37. The Drag Paradiddle #2 (дрэг-парадидл № 2)
38. The Single Ratamacue (рэтэмэк)
39. The Double Ratamacue (двойной рэтэмэк)
40. The Triple Ratamacue (тройной рэтэмэк)

## Развитие рудиментальной техники
В настоящее время изучаются и практикуются гибридные рудименты, являющиеся развитием классических.

## Исполнение рудиментов
При обучении или демонстрации различных рудиментов их играют техникой «open, closed, open» (оупен-клоузд-оупен) — «открытый, закрытый, открытый». Первые такты играются медленно, с максимальным контролем и чёткостью, затем скорость доводится до максимальной, и затем замедляется до первоначальной. Несмотря на изменения скорости, во время исполнения громкость ударов должна оставаться одинаковой.